# フアン・カルロス・ムニョス
フアン・カルロス・ムニョス（Juan Carlos Muñoz、1919年3月4日 - 2009年11月22日）は、アルゼンチンのブエノスアイレス州・アベジャネーダ出身のサッカー選手。ポジションはミッドフィルダーで主にレフトウィンガーとして試合し出場した。
1938年にスポルティボ・ドク・スドでプロとしてプレーを始め、翌年の1939年6月にはCAリーベル・プレートへと売却された。移籍先ではホセ・マヌエル・モレノ、アドルフォ・ペデルネラ、アンヘル・ラブルナ、フェリックス・ロウスタウとともにラ・マキナ(La Máquina、機械の意)の異名をとり、1940年代の南米を代表するチームの一員となった。所属リーグのプリメーラ・ディビシオンでは1941年、1942年、1945年、1947年にリーグ制覇を果たした。1951年にはCAプラテンセへと移籍し、1953年までに39試合に出場しており、3ゴールを挙げた。
1945年にアルゼンチン代表にも招集されており、コパ・アメリカで優勝している。しかしFIFAワールドカップは第二次世界大戦の激化していた時代ということもあり、大会が開催されず出場することは叶わなかった。
2009年11月22日、心臓発作により90歳で亡くなっている。